# مختبر كافندش

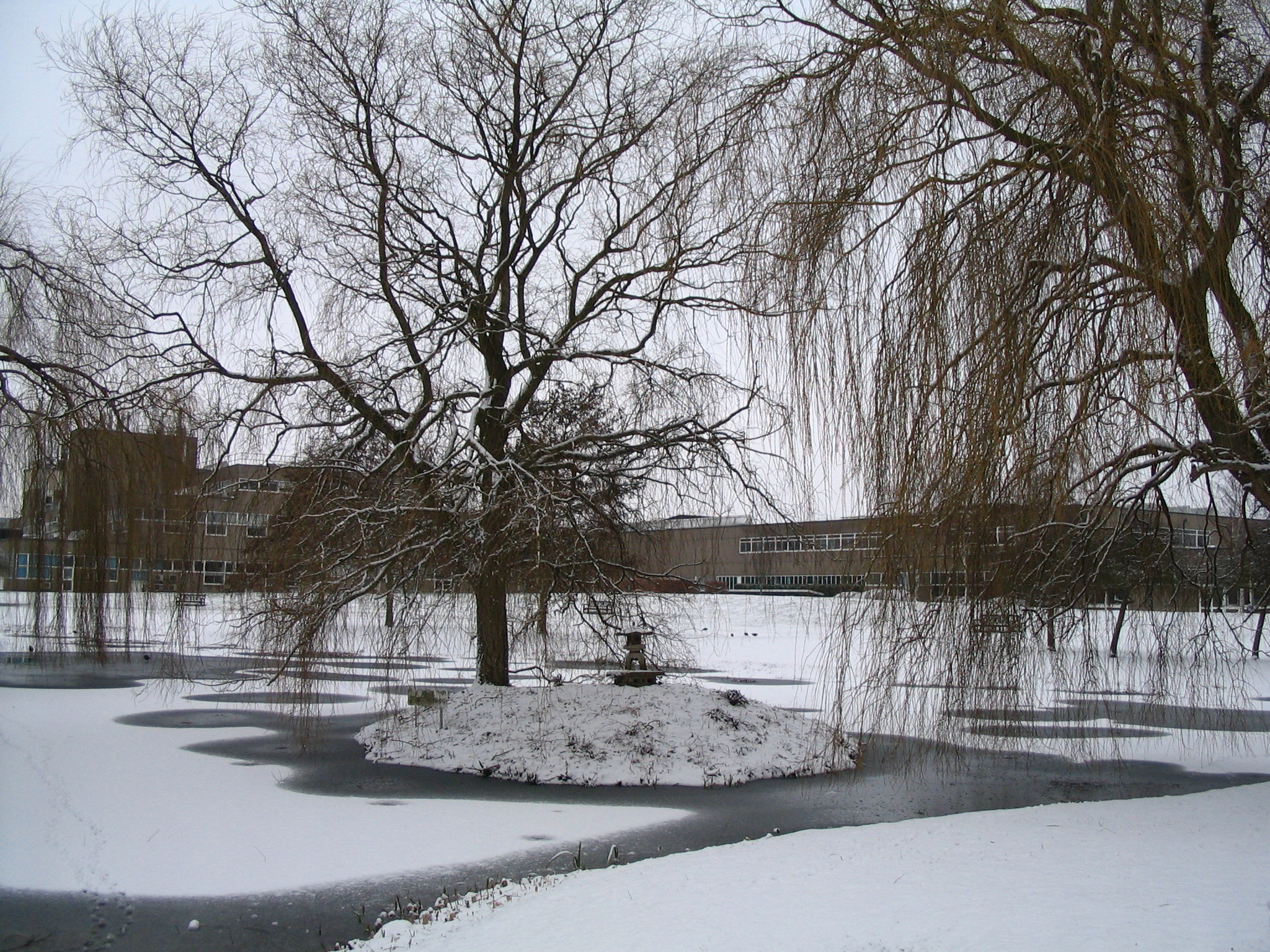
الجزء الجنوبي للمختبر في موقعه الجديد

مختبر كافندش (بالإنجليزية: Cavendish Laboratory)‏ هو قسم الفيزياء في جامعة كامبريدج البريطانية، وجزء من مدرسة الجامعة للعلوم الفيزيائية. افتُتح للتدريس في عام 1874.
أُطلق عليه هذا الاسم تخليداً لذكرى الكيميائي والفيزيائي البريطاني هنري كافنديش نظراً لاسهاماته العلمية المميزة  وأيضا بسبب تولّي ويليام كافنديش، دوق ديفونشاير السابع، منصب رئيس الجامعة والذي قام بالتبرع بالأموال لبناء هذا المختبر. أسس البروفيسور جيمس كلارك ماكسويل، الذي طور النظرية الكهرومغناطيسية، المختبر وأصبح بذلك أول أستاذ كافنديش للفيزياء.
وقد فاز 29 من الباحثين العاملين بمختبر كافنديش بجوائز نوبل، منذ إنشائه حتى عام 2011.

## أسماء باحثي كافنديش الحائزين على جائزة نوبل
- جون ويليام ستروت (الفيزياء، 1904 )
- جوزيف جون طومسون (الفيزياء، 1906 )
- إرنست رذرفورد (كيمياء، 1908 )
- ويليام لورنس براغ (فيزياء، 1915 )
- تشارلس غلوفر باركلا (الفيزياء، 1917)
- فرانسيس أستون (كيمياء، 1922 )
- تشارلز ويلسون (الفيزياء، 1927 )
- آرثر كومبتون (الفيزياء، 1927 )
- أوين ريتشاردسون (الفيزياء، 1928 )
- جيمس تشادويك (الفيزياء، 1935 )
- جورج باغيت طومسون (الفيزياء، 1937)
- إدوارد فيكتور أبلتون (الفيزياء، 1947 )
- باتريك بلاكيت (الفيزياء، 1948)
- جون كوكروفت (الفيزياء، 1951 )
- إيرنست والتون (الفيزياء، 1951 )
- فرانسيس كريك (علم وظائف الأعضاء أو الطب، 1962 )
- جيمس واتسون (علم وظائف الأعضاء أو الطب، 1962 )
- ماكس بيروتس (كيمياء، 1962 )
- جون كندرو (كيمياء، 1962 )
- دوروثي هودجكن (كيمياء، 1964 )
- بريان جوزيفسن (الفيزياء، 1973 )
- مارتين رايل (الفيزياء، 1974 )
- أنتوني هويش (الفيزياء، 1974 )
- نيفيل موت (الفيزياء، 1977 )
- فيليب أندرسون (الفيزياء، 1977 )
- بيوتر كابيتسا (الفيزياء، 1978 )
- ألان كورماك (علم وظائف الأعضاء أو الطب، 1979 )
- محمد عبد السلام (الفيزياء، 1979 )
- آرون كلوغ (كيمياء، 1982 )

## اقرأ أيضاً
- جيلبرت ستيد

## وصلات خارجية
- الموقع الإلكتروني لمختبر كافنديش